# Scirpea
Scirpea o Scirpca (in croato Škrip, in latino Scripea), in passato noto come Scrip, è un villaggio dell'isola di Brazza, in Croazia. È uno dei 4 insediamenti (naselja) che costituiscono il comune di San Pietro di Brazza ed è uno degli insediamenti più antichi dell'isola di Brazza.

## Galleria d'immagini

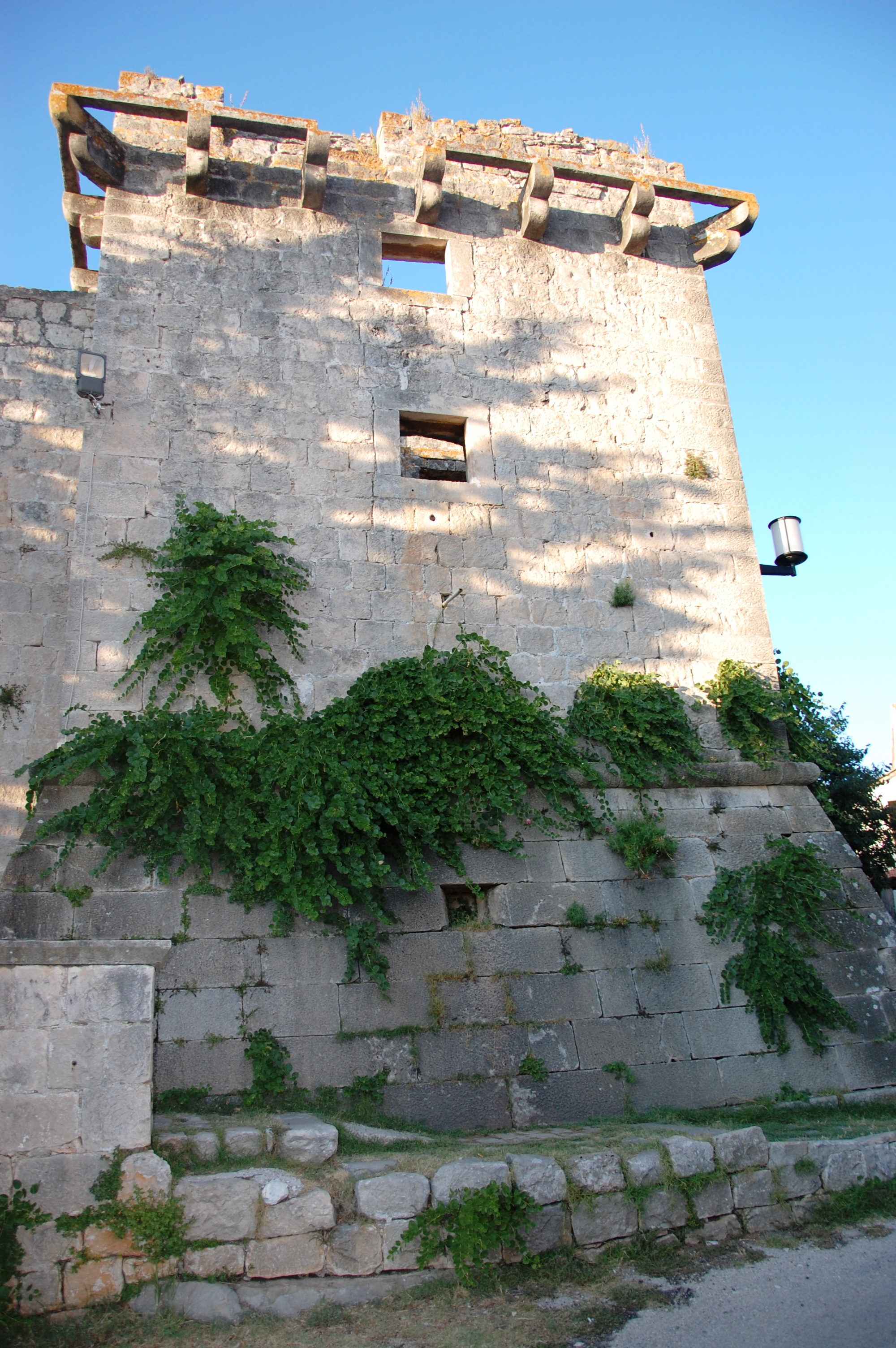
Castello dei Cerineo (Cerinić)
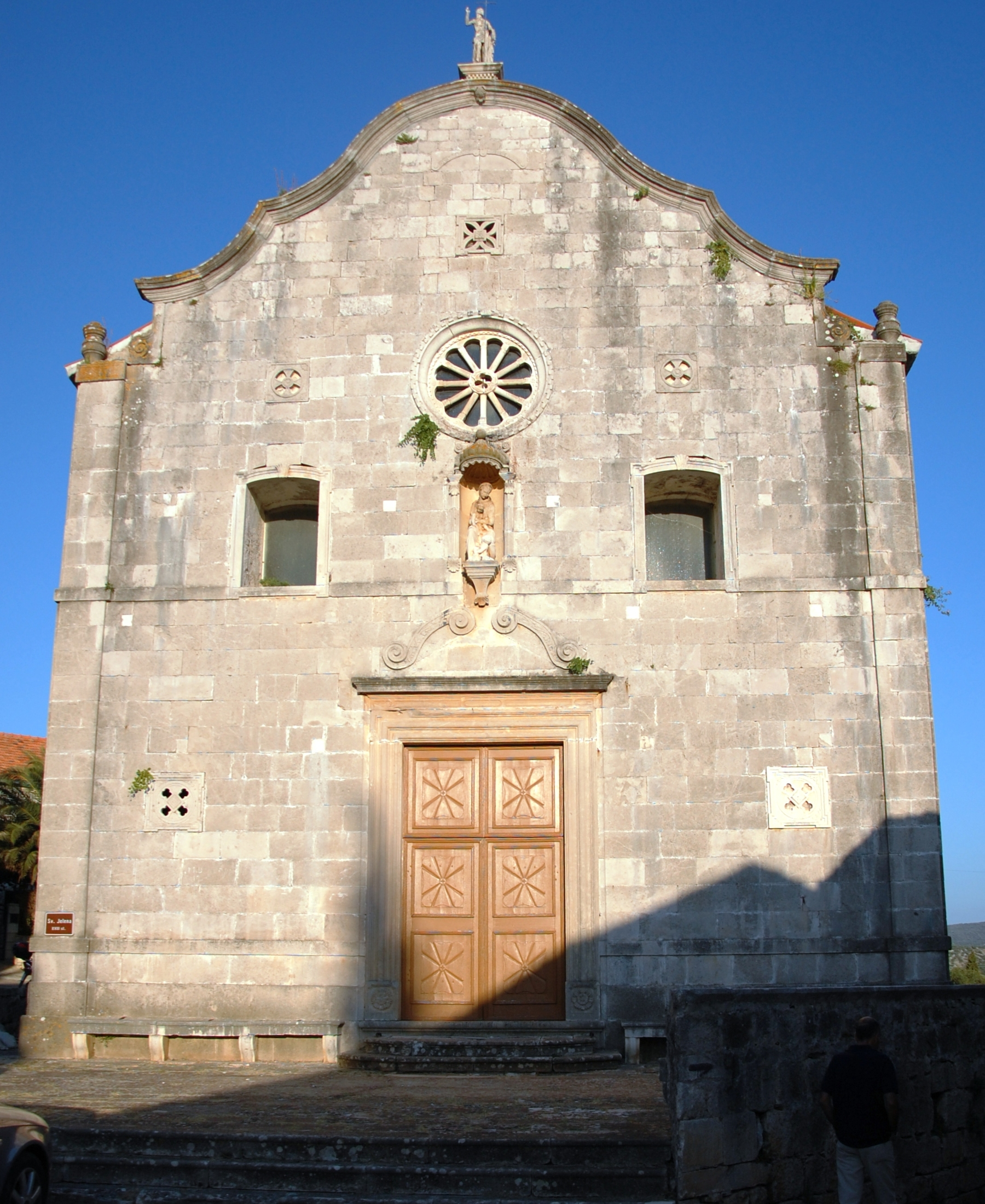
Chiesa di Sant'Elena
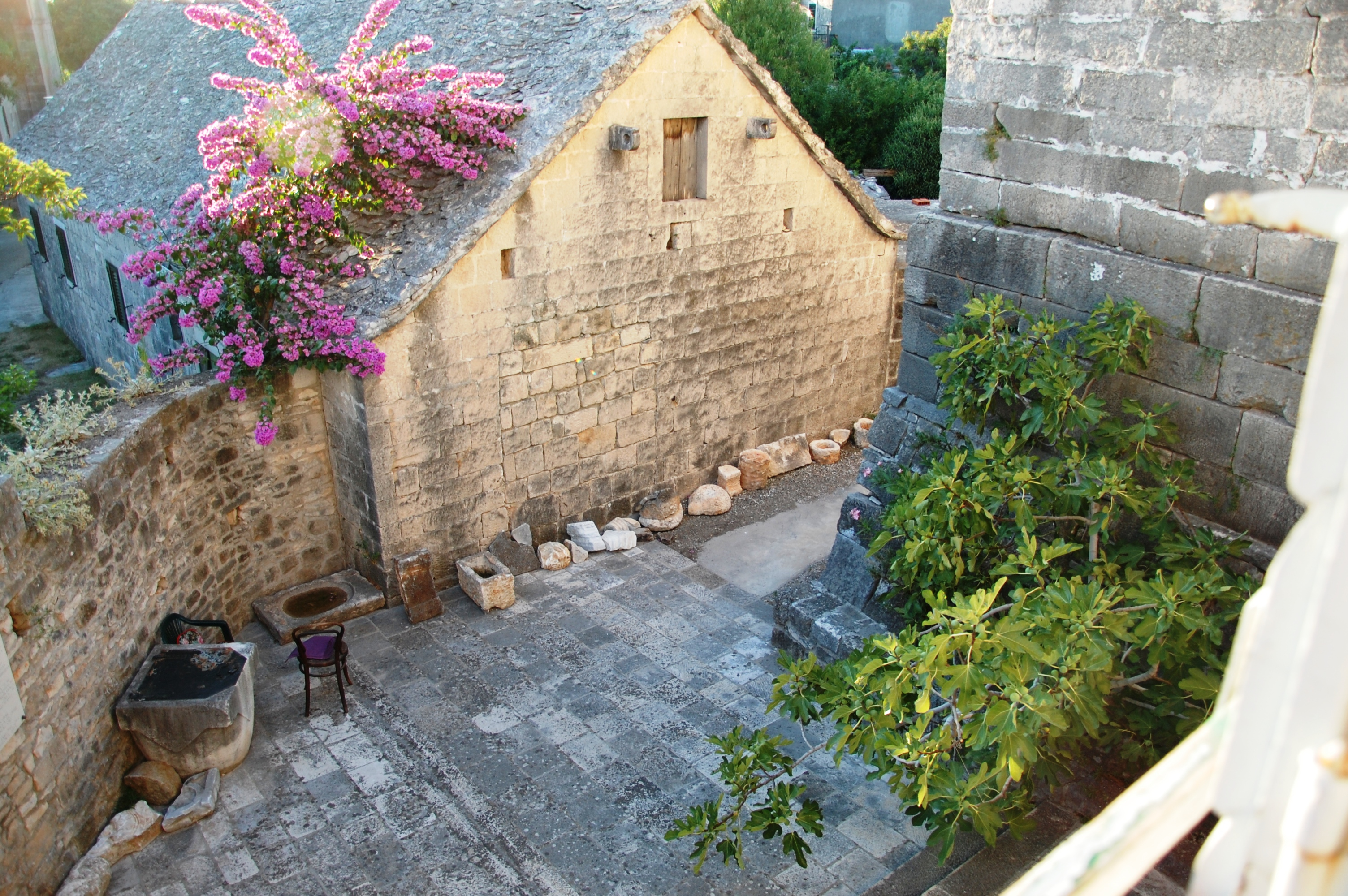
Museo dell'isola di Brazza (castello dei Radoijković)
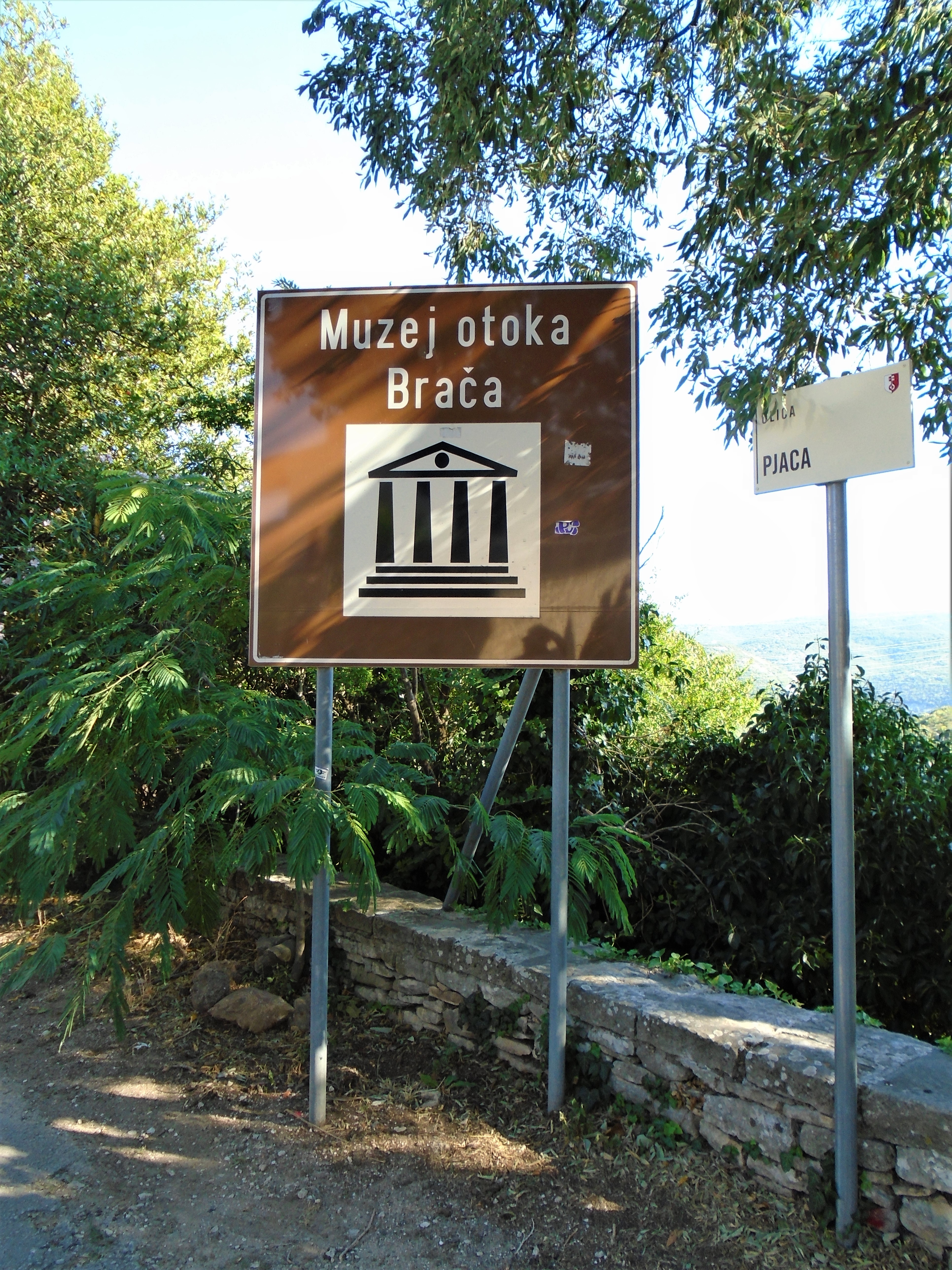
Targa del Museo